# ريتشارد ويليامز (مدرب تنس)
ريتشارد ويليامز (بالإنجليزية: Richard Williams) مواليد 16 فبراير 1942 في شريفبورت، لويزيانا، الولايات المتحدة، هو لاعب كرة مضرب أمريكي سابق ومدرب حالي. هو والد كل من فينوس ويليامز وسيرينا ويليامز.

## حياته
كان ريتشارد واحد من أصل ستة أخوة وابنة واحدة من والدتهم جوليا ماي وليامز في شريفبورت بولاية لويزيانا. كان والده يعنف والدته قبل تخليه عن الأسرة بالكامل. تخرج من المدرسة الثانوية، وانتقل إلى شيكاغو، ومن ثم إلى ولاية كاليفورنيا، حيث التقى هناك ببيتي جونسون، التي تزوجها عام 1965. وأنجب الثنائي ثلاثة بنات وثلاثة أبناء قبل الطلاق عام 1973.
التقى وليامز أوراسين برايسيس عام 1979، والتي كان لديها ثلاثة بنات من زوجها السابق. وتزوج الاثنان في عام 1980 بعدما ولدت فينوس، وعاشوا لفترة في ساغيناو بولاية ميشيغان، لكنهم انتقلوا في النهاية إلى كومبتون.

## السيرة المهنية

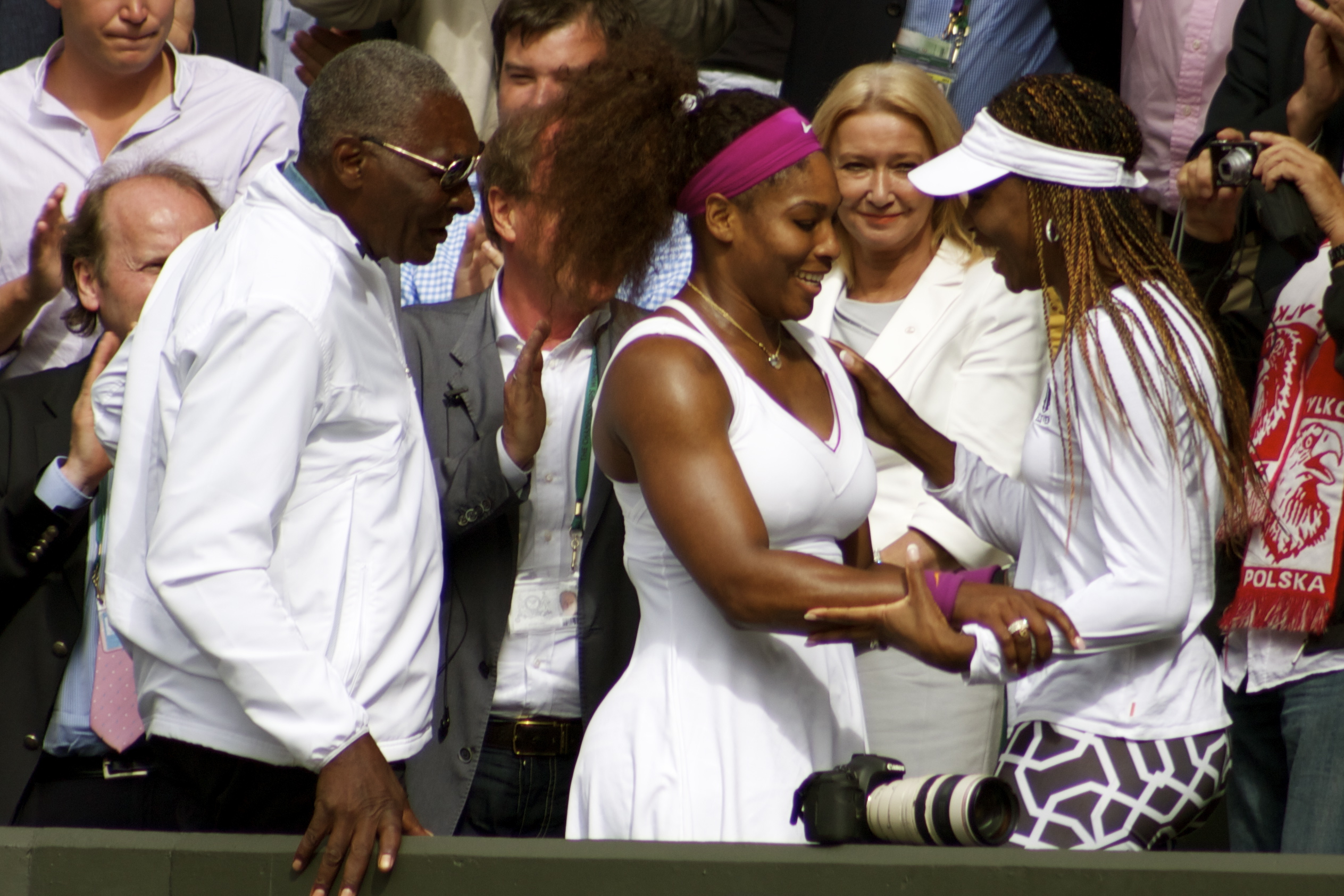
ريتشارد وليامز مع بناته بعد فترة وجيزة من إعلان فوز سيرينا ويليامز في بطولة ويمبلدون 2012.

تلقى ويليامز دروساً في كرة المضرب من رجل يُعرف باسم "أولد ويسكي"، وقرر بأن ابنتاه ستكونان في المستقبل لاعبات محترفات في كرة المضرب عندما رأى فرجينيا روزيتشي تلعب على التلفاز. ويقول بأنه كتب خطة من 78 صفحة، وبدأ بإعطاء الدروس لفينوس وسيرينا عندما كانتا في سن الرابعة وستة أشهر تقريباً، وبدأ باصطحابهما إلى ملاعب التنس العامة. (يقول الآن بأنه يشعر بأن اصطحابهم بهذا السن كان سابقاً لآوانه، وبأن سن السادسة هو الأفضل).

## الحياة الشخصية
لاحقاً، أخذ ريتشارد دوراً أقل وضوحاً في الحياة المهنية لابنتاه، وتحوّل لاهتمامات أخرى مثل التصوير الفوتوغرافي. وأثار الاهتمام العام مجدداً بعد طلاقه من أوراسين برايسيس عام 2002، وظهوره مع صديقته الجديدة لكيشا غراهام، والتي كانت أكبر من ابنته فينوس بسنة واحدة. تزوج ريتشارد ولكيشا عام 2010. وانجبا ديلان ستار ويليامز خلال عام 2012.

## وصلات خارجية
- SportsIllustrated.com, about the Indian Wells incident نسخة محفوظة 13 أبريل 2001 على موقع واي باك مشين. (بالإنجليزية)